# Liste der Bodendenkmäler in Ruhmannsfelden
Auf dieser Seite sind die Bodendenkmäler in dem niederbayerischen Markt Ruhmannsfelden zusammengestellt. Diese Tabelle ist eine Teilliste der Liste der Bodendenkmäler in Bayern. Grundlage ist die Bayerische Denkmalliste, die auf Basis des Bayerischen Denkmalschutzgesetzes vom 1. Oktober 1973 erstmals erstellt wurde und seither durch das Bayerische Landesamt für Denkmalpflege geführt wird. Die folgenden Angaben ersetzen nicht die rechtsverbindliche Auskunft der Denkmalschutzbehörde.

## Bodendenkmäler in Ruhmannsfelden

### Bodendenkmäler in der Gemarkung Ruhmannsfelden
| Lage | Objekt | Akten-Nr.     | Bild |
| --- | --- | ------------- | ---- |
| Ruhmannsfelden 550 m südlich der Pfarrkirche St. Laurentius von Ruhmannsfelden und 190 m nordöstlich der Wallfahrtskirche Osterbrünnl (Standort) | Burgstall des Mittelalters. Siehe auch: Burgstall Am Haus | D-2-7043-0004 |      |
| Ruhmannsfelden (Standort) | Untertägige Befunde des Mittelalters und der frühen Neuzeit im Bereich der Katholischen Pfarrkirche St. Laurentius mit zugehörigem aufgelassenen Friedhof in Ruhmannsfelden, darunter die Spuren von Vorgängerbauten bzw. älteren Bauphasen. Siehe auch: St. Laurentius (Ruhmannsfelden) | D-2-7043-0038 |      |